# Bloemkoolsoep

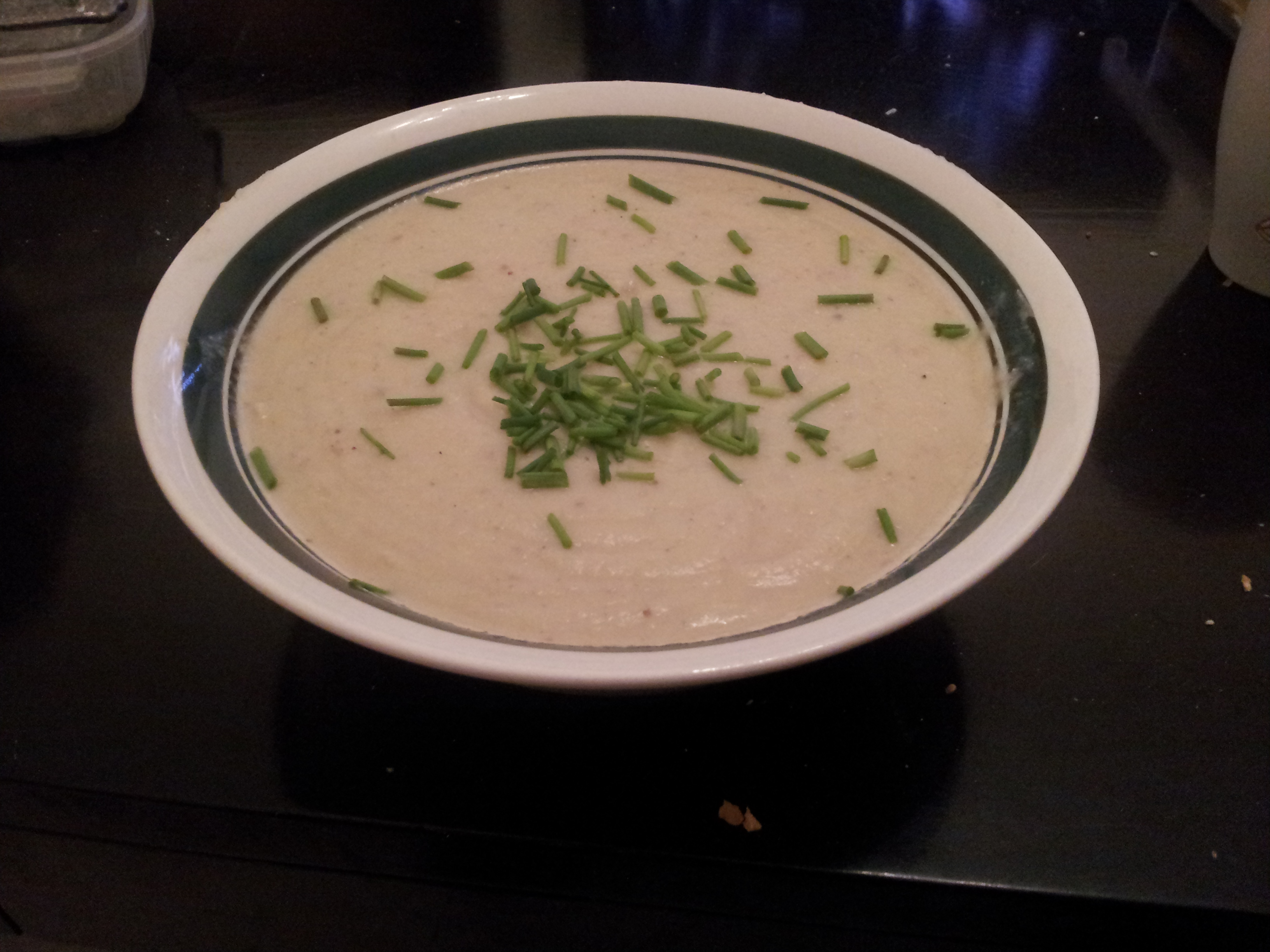
bloemkoolsoep

Bloemkoolsoep is een witte soep met een romig karakter. Ze wordt gemaakt op basis van bouillon en bloemkool met vaak room of sambal toegevoegd. 